# Enver Čolaković
Enver Čolaković (27. května 1913 Budapešť, Rakousko-Uhersko – 18. srpna 1976 Záhřeb, SFRJ) byl bosenskohercegovský prozaik, básník a překladatel bosňáckého původu.

## Život
Rodinné příjmení Čolaković má původ v tureckém slově çolak neboli jednoruký. Lze předpokládat, že zakladatel rodu byl chromý a zažitá přezdívka se později stala i jeho příjmením.
Narodil se do rodiny muslimského průmyslníka Vejsil-bega z Bosny, mj. vlastníka sarajevské cihelny, a uherské baronky slovenského původu Illony Mednyánszky. Illona studovala orientalistiku na Sorbonně a před svatbou s mužem skromných intelektuálních možností přešla na islám a přijala jméno Fatima. Dětství jedináček Enver strávil na cestách mezi Budapeští a Bosnou. Po první světové válce rodina přišla o majetky v Maďarsku, načež se roku 1923 trvale usadila v Sarajevu.
Na univerzitách v Bělehradě a Budapešti navštěvoval přednášky z matematiky a fyziky, ale studia nedokončil. Teprve až roku 1962 odpromoval na Univerzitě v Záhřebu, a to z historie.
Po vzniku fašistického Nezávislého státu Chorvatsko udržoval styky s ustašovci, ale i levicovou opozicí (jeho blízkým přítelem byl komunistický aktivista a spisovatel Hamid Dizdar). Jeho román Legenda o Ali-pašovi roku 1943 získal cenu za nejlepší román Matice chorvatské, byť do tisku šel až následujícího roku. Oba jeho rodiče zemřeli během spojeneckého bombardování Sarajeva roku 1944. Krátce nato se přestěhoval do Záhřebu. Mezi lety 1944 a 1945 pracoval jako kulturní atašé na velvyslanectví Nezávislého státu Chorvatsko v Maďarsku. Po zavedení komunistického režimu byl opakovaně krátce vězněn. Následně pracoval jako korektor v nakladatelství Nakladni zavod Hrvatske, pak v letech 1952–1954 získal pozici redaktora v záhřebském Ústavu lexikografie. Poté se živil jako spisovatel na volné noze. V poválečné době na výjimky nesměl publikovat svá díla, ve stejný čas rovněž intenzivně překládal z maďarštiny a němčiny, ale jeho překlady byly povětšinou odmítány. Většina jeho prací z této doby zůstala v rukopisu. V době chorvatského jara na počátku 70. let je mu dovoleno znovu vystoupit z anonymity, znovu vyšel jeho román Legenda o Ali-paši (1970) a nově i rozsáhlý rozhovor v sarajevském časopisu Svijet, po roce 1972 byl ale znovu v nemilosti.
Roku 1947 se v Záhřebu oženil s pianistkou Stellou Podvinec, s níž přivedl na svět syny Esada, manažera a vysokého funkcionáře stavovské organizace Hum-Croma v Chorvatsku, a Zlatana (1955–2008), filologa a popularizátora díla svého otce. V chorvatské metropoli zemřel na srdeční zástavu.

## Vyznamenání
- Čestný kříž Za vědu a umění I. třídy (1970)[4]

## Dílo
- Legenda o Ali-paši (Legenda o Ali-pašovi, Zagreb 1944, 1970, 1989, Sarajevo 1991, 1997, 1998, 2009, 2010, Podgorica 2008), román
- Izabrani govori i članci (Vybrané proslovy a články, Sarajevo 1960), výbor
- Izabrane pjesme (Vybrané básně, Zagreb 1990), výbor básní
- Lokljani/Iz Bosne o Bosni (Lokljané/Z Bosny o Bosně, Zagreb 1991, Sarajevo 2010), výbor kratších próz
- Mali svijet (Malý svět, Zagreb 1991), román
- Bosni (Bosně, ed. Esad Čolaković, Zagreb 1998), výbor básní
- Jedinac (Jedináček, Zagreb 2005), román ve verších
- Knjiga o majci (Kniha o mamince, Hadžići 2012)

### překlady z maďarštiny
- Ervin Šinko: Aronova ljubav (Zagreb 1951)
- Gyula Illyés: Poezija (Zagreb 1971)
- Zoltán Csuka: Moje dvije domovine (Sarajevo 1972)
- Zoltán Csuka: Poezija (Zagreb 1975)
- Zlatna knjiga mađarske poezije (Zlatá kniha maďarské poezie, Zagreb 1978)